# Maianthemum robustum
Maianthemum robustum là một loài thực vật có hoa trong họ Măng tây. Loài này được (Makino & Honda) LaFrankie mô tả khoa học đầu tiên năm 1986.